# Robert Paragot
Robert Paragot (ur. 1 stycznia 1927 w Bullion, zm. 24 października 2019) – francuski wspinacz. Największymi jego osiągnięciami wspinaczkowymi są wejścia na: Aconcaguę i Huascaran w Andach oraz Jannu i Makalu w Himalajach.